# Rise of the Robots
Rise of the Robots is een videospel van Mirage Studios en kwam oorspronkelijk uit voor Commodore Amiga in 1994. Later werd het geporteerd naar diverse andere systemen.
Het spel is te vergelijken met andere vechtspellen uit dezelfde periode zoals Street Fighter II en Mortal Kombat. Het grootste verschil is dat het spel voorgerenderde CGI sprites heeft in plaats van pixel art of gedigitaliseerde sprites. Alle personages in het spel zijn robotten en hebben een duidelijke invloed van cyberpunk.
Het spel werd met veel toeters en bellen aangekondigd omwille van de geavanceerde tekeningen. Toen het spel eenmaal uitkwam, bleek de besturing echter zeer stroef te verlopen. Daardoor is het spel nooit echt populair geworden en wordt het zelfs gezien als een van de slechtste spellen uit zijn genre.

## Verhaal
In het jaar 2043 is Electrocorp 's werelds grootste bedrijf in technologie, wetenschap en medisch onderzoek. Mensen schakelen volop robotten in voor hun huishoudelijke taken.
Electrocorp heeft in hun site "Metropolis 4" een Supervisor-robot die zowat alle processen in deze fabriek bestuurt: alle andere robotten, computersystemen en de nucleaire installatie. Deze Supervisor-robot bestaat uit triljoenen nanobots. De robot leert zelf zaken bij en wordt in korte tijd een perfect multitasking- en ultra-intelligent systeem en kan zelfs meer dan nodig is voor de dagelijkse besturing van de site. Wel heeft men een beperking ingesteld zodat de Superrobot niets buiten Metropolis 4 kan aansturen.
In november van dat jaar genereert de Supervisor-robot een code, verder genoemd als het EGO-virus, waardoor deze bewustzijn ontwikkelt. De robot is van mening dat zij van het vrouwelijke geslacht is en neemt een humanoïde vorm aan. De Supervisor geeft het virus door aan alle andere robotten in het bedrijf waardoor deze eveneens een bewustzijn krijgen. Daarom wordt Metropolis 4 door het management, op vraag van de overheid, volledig verzegeld. Het management van Electrocorp gaat op zoek naar een manier om de robotten uit te schakelen. Uit vrees voor paniek bij de bevolking wordt er tegen hen gezegd dat Metropolis 4 wordt gerenoveerd.
De enige hoop ligt bij de ECO35-2 cyborg met naam "Coton". Coton bevindt zich in Metropolis 4 en is niet geïnfecteerd. De reden daarvoor is dat hij een organisch menselijk brein heeft. Coton wordt op missie gestuurd om de Supervisor en alle lagere robotten uit te schakelen. Coton wordt zo gehersenspoeld door Electrocorp dat hij er zeker van is dat zijn vader, een ex-CEO van Electrocorp, werd vermoord door de robotten. Net omdat Coton een menselijk brein heeft, denkt hij ook menselijk en heeft hij emoties.

## Spelbesturing
Het spel kan zowel met een als twee spelers worden gespeeld. In de mode voor een speler bestuurt de speler de "ECO32-2 Cyborg", een robot met een menselijk brein. In elke ronde dient hij een robot van een specifiek type te bevechten waarbij de moeilijkheidsgraad ook stijgt. In het zesde en laatste level gaat de speler de strijd aan met de hoofdrobot. Bij start van elk level wordt een introductiefilmpje getoond met daarin een bespreking van de te bevechten robot en zijn potentiële zwakheden.
In de mode voor twee spelers bestuurt een speler de "ECO35-2 Cyborg" terwijl de andere speler een robottype naar keuze kan kiezen, behalve de hoofdrobot (hoewel voor dit laatste een cheatcode bestaat).

## Platforms
| Jaar | Platform                                                 |
| ---- | -------------------------------------------------------- |
| 1994 | Amiga, Amiga CD32, cd-i, DOS, Game Gear, Sega Mega Drive |
| 1995 | 3DO, SNES                                                |

## Ontvangst
| Beoordeeld door                 | Platform        | Datum             | Score |
| ------------------------------- | --------------- | ----------------- | ----- |
| Joystick (Frans)                | Amiga CD32      | januari 1995      | 50%   |
| Electronic Gaming Monthly (EGM) | SNES            | januari 1995      | 44%   |
| Computer Gaming World (CGW)     | DOS             | januari 1995      | 40%   |
| GamePro (USA)                   | Game Gear       | februari 1995     | 40%   |
| neXGam                          | Game Gear       | 2002              | 22%   |
| GamesCollection                 | Amiga CD32      | 26 juli 2008      | 20%   |
| Amiga Format                    | Amiga           | januari 1995      | 19%   |
| Sega-16.com                     | Sega Mega Drive | 9 november 2009   | 10%   |
| SEGA-Mag (Objectif-SEGA)        | Sega Mega Drive | 13 september 2010 | 10%   |
| The Video Game Critic           | 3DO             | 3 augustus 2002   | 0%    |